# Campionato mondiale cadetti di scherma 2006
Il Campionato mondiale cadetti di scherma del 2006 ("2006 World Cadets Fencing Championships") è stato organizzato dalla Federazione internazionale della scherma e si è svolto a Taebaek in Corea del Sud dal 9 al 10 aprile.
Nel fioretto, si sono aggiudicati i titoli del campionato mondiale il russo Dmitry Zherebchenko, che ha battuto in finale l'italiano Tobia Biondo, e la magiara Fanni Kreiss che ha avuto la meglio sulla nipponica Shiho Nishioka.
Nella spada lo statunitense Graham Wicas ha battuto in finale l'italiano Enrico Garozzo, ottenendo il titolo mondiale cadetti maschile, mentre tra le donne la statunitense Courtney Hurley ha superato la francese Joséphine Jacques-André-Coquin.
Nella sciabola il coreano Bongil Gu prevale sul connazionale Chang-Seok Yoo, mentre la statunitense Rebecca Ward ha battuto la connazionale Caroline Vloka.

## Podi

### Uomini
| Specialità  | Oro                 | Argento        | Bronzo                            |
| Individuali |                     |                |                                   |
| Fioretto    | Dmitry Zherebchenko | Tobia Biondo   | Seung Woong Lee Niccolo Meringolo |
| Spada       | Graham Wicas        | Enrico Garozzo | Daniel Budai Samy Moussally       |
| Sciabola    | Bongil Gu           | Chang-Seok Yoo | Raskyrie Davidson Fabrizio Marino |

### Donne
| Specialità  | Oro             | Argento                        | Bronzo                             |
| Individuali |                 |                                |                                    |
| Fioretto    | Fanni Kreiss    | Shiho Nishioka                 | Inna Gracheva Delphine Groslambert |
| Spada       | Courtney Hurley | Joséphine Jacques-André-Coquin | Carolina Buzzi Katarzyna Dabrowa   |
| Sciabola    | Rebecca Ward    | Caroline Vloka                 | Jackie Jacobson Janina Woschek     |

## Medagliere
| Pos.   | Nazione       | Oro | Argento | Bronzo | Totale |
| ------ | ------------- | --- | ------- | ------ | ------ |
| 1      | Stati Uniti   | 3   | 1       | 2      | 6      |
| 2      | Corea del Sud | 1   | 1       | 1      | 3      |
| 3      | Russia        | 1   | 0       | 1      | 2      |
| 3      | Ungheria      | 1   | 0       | 1      | 2      |
| 5      | Italia        | 0   | 2       | 3      | 5      |
| 6      | Giappone      | 0   | 1       | 0      | 1      |
| 6      | Francia       | 0   | 1       | 0      | 1      |
| 8      | Germania      | 0   | 0       | 1      | 1      |
| 8      | Polonia       | 0   | 0       | 1      | 1      |
| 8      | Belgio        | 0   | 0       | 1      | 1      |
| 8      | Svizzera      | 0   | 0       | 1      | 1      |
| Totale | Totale        | 6   | 6       | 12     | 24     |